# Tyaf
 (mars 2023).
Tyaf, aussi connu sous le nom Tyaf papa yasir et de son vrai nom Tidjani Ahmed Yasir Affolabi, est un chanteur et rappeur béninois né le 18 mars 1994 à Cotonou (Bénin).

## Biographie

### Enfance
Tyaf, né le 18 mars 1994 à Cotonou, d'un père enseignant du supérieur et d'une mère ménagère. Au collège il commence à nourrir sa passion pour la musique. Après une licence en Administration des Finances et du Trésor, en 2013 au festival Hip-hop Kanpke Il fait sa première prestation sur scène. Une année après, il obtient le 3ème prix Mtn découverte talents.

### Carrière
Dans ls années 2015 les mélomanes Béninois le découvrent avec un premier single intitulé AWE GANKPO. Il rejoint par la suite le label Meko Prod qui le fait entrer dans  le top 5 de la musique urbaine du pays la même année et enchaine les singles. Tchukoyi et Ounfo Djantchimin deux singles sortent après. En 2016, Tyaf sort le single intitulé "Pasteur kiki" . Ce tube a été classé 2ème sur la chaîne de musique internationale Trace (Trace Urban). En 2017 son single  Douakpo devient viral et se classe 1er sur la chaîne Trace Urban. Après quatre années passées avec le label Meko Prod avec un album à son actif il décide en 2019 de continuer l'aventure seul,,,.

## Albums
Liste des albums
- 2018 : Au sommet (Meko Prod)TYAF devient le 1er rappeur Béninois à remplir les 8000 places du palais des sports du stade Général Mathieu KEREKOU de Cotonou pour le concert de lancement de son 1er Album "AU SOMMET"
- 2021 : 10 de Dieu (Du vrai Prod)10 de Dieu, le deuxième album de tyaf qui contient 10 titres avec une nouvelle orientation musicale de l'artiste et plusieurs featuring.

### Singles
Tyaf a  son actif plusieurs singles:
- 2015 :  Awe Gankpo
- 2015 : Tchukoyi
- 2015 :Ounfo Djantchimin
- 2016 : Pasteur kiki
- 2017 : Douakpo
- 2017 : Elle aime trop ça feat Blaaz et Sean Lewis
- 2017 : Pourquoi feat Nelly
- 2018 : message au Président
- 2018 : Street love feat All black
- 2019 : Mon destin feat petit miguelito
- 2021 : Danser seulement feat Mix premier
- 2022 : Fatimata feat Manzor
- 2022 : On sait qui est qui feat CCC

## Récompenses et nominations
- 2013 : Nommé Meilleur talent de l’année au festival Hip-hop Kanpke
- 2014 : Meilleurs Lyrics ciste de l’UAC Université d’Abomey-Calavi
- 2014 : 3ème prix Mtn découverte talents
- 2018 : Nommé au Titanium Music Awards dans la catégorie Meilleur rap avec son single "Message au président"[7]
- 2022 : Nommé au Zikomo Africa Awards dans la catégorie meilleur artiste d’Afrique de l’Ouest de l’année et meilleur titre de l’Afrique de l’Ouest avec son single "Fatimata"[8]